# Duczymin
Duczymin – wieś sołecka w Polsce, położona w województwie mazowieckim, w powiecie przasnyskim, w gminie Chorzele.
| SIMC    | Nazwa        | Rodzaj     |
| ------- | ------------ | ---------- |
| 0507420 | Annowo       | przysiółek |
| 0507437 | Rapaty-Górki | przysiółek |

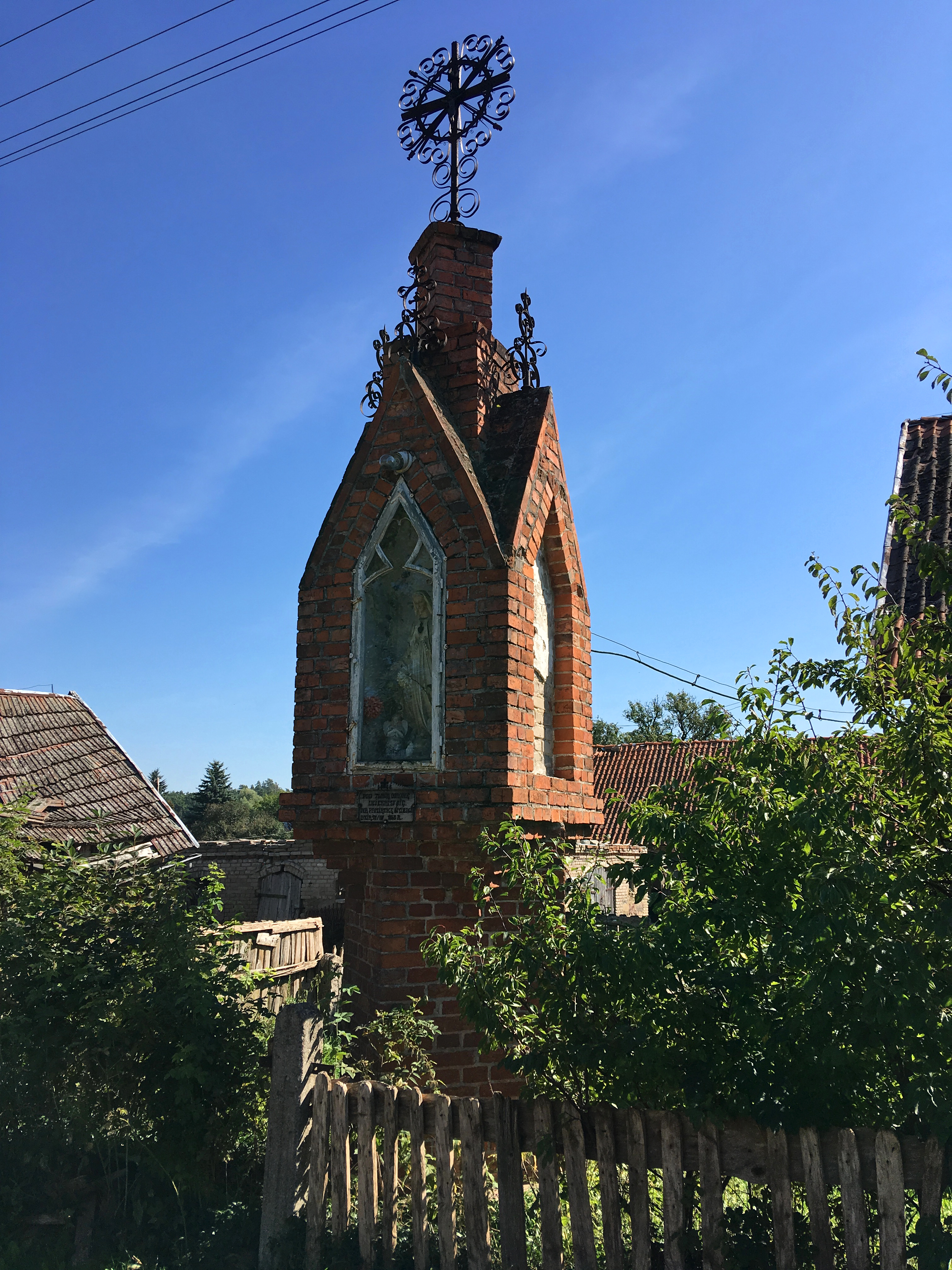
Kapliczka w Duczyminie

Do 1954 roku siedziba wiejskiej gminy Duczymin, następnie do 1972 r. należała i była siedzibą gromady Duczymin. W latach 1975–1998 wieś administracyjnie należała do województwa ostrołęckiego.
We wsi znajduje się parafia pw. św. Jana Nepomucena z zabytkowym kościołem Wniebowzięcia NMP z 1888 (numer rejestrowy zabytku A-437).